# Ludvig II av Pfalz-Zweibrücken
Ludvig II av Pfalz-Zweibrücken, född 14 september 1502, död 3 december 1532, var en tysk pfalzgreve. Han var son till Alexander av Pfalz-Zweibrücken och Margareta av Hohenlohe-Neuenstein.
Ludwig var gift med Elisabeth av Hessen, dotter till Vilhelm I av Hessen.

## Barn
1. Wolfgang av Pfalz-Zweibrücken, född 1526, död 1569